# Nowyja Ciareszkawiczy
Nowyja Ciareszkawiczy (biał. Новыя Цярэшкавічы; ros. Новые Терешковичи, Nowyje Tierieszkowiczi; pol. hist. Nowe Tereszkowicze) – wieś na Białorusi, w obwodzie homelskim, w rejonie homelskim, w sielsowiecie Ciareszkawiczy, nas Sożą.
W XIX i w początkach XX w. położone były w Rosji, w guberni mohylewskiej, w powiecie homelskim. Następnie w granicach Związku Sowieckiego. Od 1991 w niepodległej Białorusi.